# Piteå HC
Le Piteå Hockey est un club de hockey sur glace de Piteå en Suède. Il évolue en Division 1, troisième échelon suédois.

## Historique
Le club est créé en 1986.

## Palmarès
- Vainqueur de la Division 1: 2007.

## Anciens joueurs
- Mikael Renberg